# 大西洋 (雜誌)
《大西洋》（英語：The Atlantic）是美國的一本雜誌及多平台出版物，創刊於1857年的麻省波士頓，當時名為《大西洋月刊》（英語：The Atlantic Monthly），是一本文學和文化評論雜誌，發表關於廢除當代政治事務中的奴隸制、教育及其他重大問題的著名作家評論。該雜誌的創始人包括弗朗西斯·H·安德伍德，和著名作家拉爾夫·沃爾多·愛默生、老奧利弗·溫德爾·霍姆斯、亨利·沃茲沃思·朗費羅、哈里特·伊丽莎白·比彻·斯托及約翰·格林里夫·惠蒂埃。首期大西洋雜誌出版於1857年11月1日，它亦因出版著名作家的文學作品而聞名。
在經歷財務困難及在20世紀後期進行了幾次擁有權變更後，商人大衛·布拉德利收購後將其重新塑造成為一般社論雜誌，主要目標對象為認真的國家讀者及「思想領袖」。2010年，《大西洋》公布了十年以來賺得的第一筆利潤。2016年，該期刊被美國雜誌編輯學會評為「年度雜誌」。2017年7月，布拉德利把該雜誌的大部分股權出售給勞倫·鮑威爾·喬布斯的愛默生集團。《大西洋》是獲得最多《美國國家雜誌獎》次數的月刊，而雜誌現時總部設於華盛頓特區。
該雜誌的網站「TheAtlantic.com」每天都會提供新聞報導、政治和國際事務、教育、科技、健康、科學與文化方面的報導與分析，該網站的編輯是艾德麗安·拉法朗絲。《大西洋》還設有社論活動分支—「AtlanticLIVE」；其創意營銷團隊「Atlantic Re:think」；以及創意代理和諮詢公司「Atlantic 57」。《大西洋》的總裁是鮑勃·科恩。

## 历史
1857年的秋天，波士頓出版商摩西·德萊沙·菲利普斯成立了《大西洋月刊》。菲利普斯在一封信中描述，該計劃是在晚宴上發起的：「我必須告訴你大約兩星期前我舉行了一次小型宴會。這也許有必要說明它的由來，那是希望跟我的文學朋友們商討一個比較廣泛文學項目，在你來到之前我將保留其詳細資料。但對於參加聚會：我的邀請僅包括愛默生、朗費羅、詹姆斯·羅素·洛厄爾、約翰·莫特利（那個荷蘭共和國的男人）、老奧利弗·溫德爾·霍姆斯、詹姆斯·艾略特·卡伯特及我們的文學家弗朗西斯·H·安德伍德。你想想，你的叔叔是這張的餐桌的負責人和這樣的貴賓。上面提到的和唯一受邀的，他們都在場。我們在下午三時坐下來，八時起來。這所花的時間比我習慣於從事這種職業的時間還要長約四小時三十分鐘，但這在我智力上所經歷過最豐富的時間。我把自己和「文人」排除在外，我想你會同意我的看法，除了很難在全國範圍內複製如此數量的此類獎學金......在大西洋兩岸的每個人都廣為人知，並且閱讀超出了英語的範圍。」

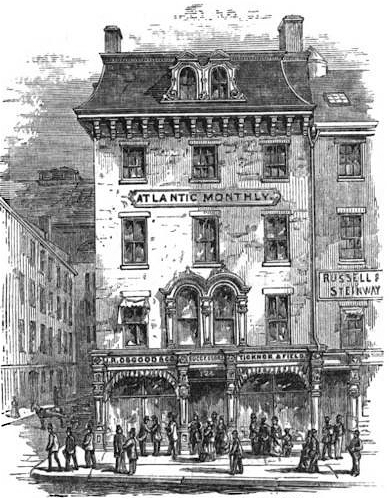
《大西洋月刊》於1868年的辦公室位於波士頓特里蒙特街124號蒂克諾和菲爾德大樓。

在那頓晚宴上，他宣布了自己創辦雜誌的想法：「卡博特先生比我聰明得多。福爾摩斯博士比我能寫更有趣的詩句。莫特利先生可以比我更好地撰寫歷史。愛默生先生是個哲學家，而我不是。洛厄爾先生比我更了解古代詩人。但是你們當中沒有一個人像我一樣了解美國人。」

《大西洋》的第一期於1857年11月出版，並迅速成為英語國家中最佳的雜誌之一。

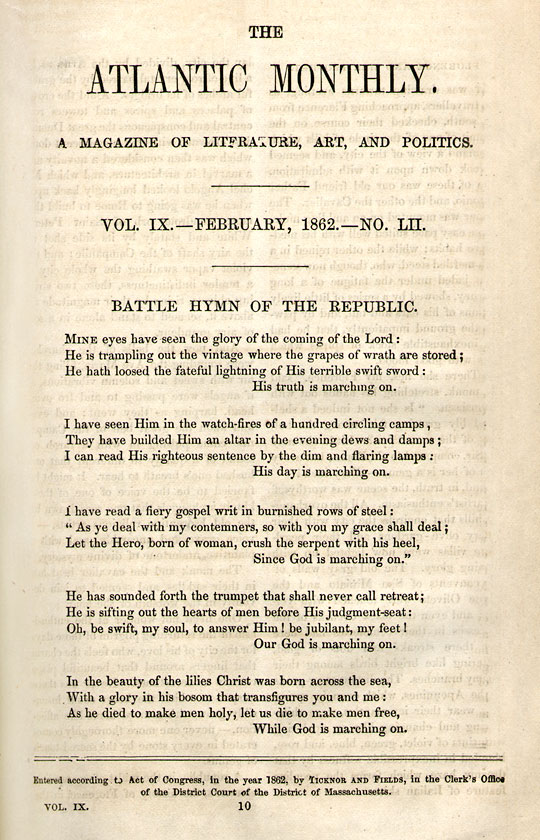
首次出版的《共和國戰歌》。

作為一本著名的文學雜誌，《大西洋》出版了許多重要的作品與作者。它是廢奴主義者朱莉亞·沃德·豪（1862年2月1日的《共和國戰歌》），以及威廉·帕克的奴隸敘述作品《自由人的故事（The Freedman's Story）》，兩者皆為首次發表作品，分別於1866年2月和3月刊出。該報還出版了查爾斯·艾略特的《新教育（The New Education）》，該文章呼籲進行實際改革，使他於1869年被任命為哈佛大學的校長；查爾斯·切斯納特的作品，然後才被收錄於1899年出版的《魔術女人（The Conjure Woman）》，還有詩歌和短篇小說，有助於開展許多民族文學事業。例如，埃米莉·狄更生在閱讀了湯馬士·溫特禾夫·希金森於《大西洋》中的一篇文章後，請他成為她的導師。2005年，該雜誌因小說而獲得《國家雜誌獎》。
該雜誌出版了馬克·吐溫的許多作品，其中包括直到2001年才丟失的一篇。例如在1920年代的新興作家中，歐内斯特·海明威的短篇小說《五十大》於1927年7月的版本出版。追溯到廢奴主義的根源，在1963年8月的版本中，在民權運動的高峰期，該雜誌發表了馬丁·路德·金對公民抗命辯護的《來自伯明翰監獄的信》。
該雜誌曾出版啟發新技術發展的投機性文章。最典型的例子是萬尼瓦爾·布殊的文章《我們可能會想（1945年7月）》，它啟發了道格拉斯·恩格爾巴特，以及後來的泰德·尼爾森以發展現代工作站與超文本技術。
《大西洋月刊》於1917年成立，多年來，它是與小棕與公司合作營運的。其出版的書籍包括1936年的《莫霍克山脈的鼓》及1982年的《藍色公路》。雜誌於1986年出售；今天，它是由大西洋叢林所有。
除了出版著名的小說和詩歌外，《大西洋》在21世紀崛起，作為長篇新聞故事和新聞工作者訪談中具影響力的平台。頗具影響力的封面故事包括安妮-瑪麗·斯勞特於2012年的作品《為何女人仍然不能擁有全部東西（Why Women Still Can't Have It All）》，和塔尼西斯·科玆於2014年的《賠償案（Case for Reparations）》。2015年，傑費利·戈德堡的《奧巴馬主義（Obama Doctrine）》被美國媒體廣泛討論，並引起了許多世界領導人的回應。
截至2017年，雜誌的撰稿人和常客包括詹姆斯·法罗斯、傑費利·戈德堡、塔尼西斯·科玆、莫莉·鮑爾（Molly Ball）、凱特琳·弗拉納根、詹姆斯·哈姆布林、朱莉婭·艾菲、喬納森·勞赫、麥姬·科平斯、羅西·格雷（Rosie Gray）、吉莉安·懷特（Gillian White）、艾德麗安·拉法西（Adrienne LaFrance）、范恩·紐克（Vann Newkirk）、德里克·湯普森（Derek Thompson）、大衛·費姆、彼得·貝納特和詹姆斯·帕克（James Parker）。
截至近代幾十年，《大西洋》一直被稱為新英格蘭文學雜誌（相對於紐約市出版的《哈帕雜誌》及後來的《紐約客》）。它享譽全國，這對許多美國作家及詩人的職業生涯都很重要。在成立第三年，《大西洋》由著名的波士頓出版社蒂克諾與菲爾德（後來成為該城市以文學文化聞名的霍頓·米夫林·哈考特的一部分。該雜誌於1908年由當時的編輯埃勒里·塞奇威克收購，但仍留在波士頓。1980年，該雜誌被房地產大亨—波士頓地產的創始人莫添默·塞克曼收購，並成為董事長。1999年9月27日，塞克曼把雜誌的擁有權轉讓予重點關注華盛頓特區和政府的新聞的大西洋媒體之擁有人大衛·G·布拉德利。布拉德利曾承諾，該雜誌將在可預見的未來留在波士頓，就像接下來的五年半一樣。
然而於2005年4月，出版商宣布，編輯部的辦公室將從他們位於波士頓北華盛頓街77號的長期地點遷出，加入到該公司於華盛頓特區的廣告和發行部門。後來在八月下旬，布拉德利告訴《紐約觀察家日報》，指此舉並非為了省錢，近期所節省的金額將在20—30萬美元之間，相對與遣散費相關的支出所吞沒的相對較小—但它相反將有助於在華盛頓建立一個樞紐，在此樞紐中，布拉德利擁有出版物的頂尖人物能在大西洋媒體的保護傘下進行合作。波士頓的工作人員少數同意搬遷，布拉德利開始公開尋找新的編輯人員。
2006年，布拉德利聘請了詹姆斯·本內特出任總編輯；他曾擔任《紐約時報》耶路撒冷分社社長。他還聘請了包括傑費理·戈德堡及安德魯·沙利文等一些作者。傑伊·勞夫（Jay Lauf）於2008年以發行人和副總裁的身份加入該機構；截至2017年，他是《石英財經網》的發行人兼總裁。
2014年初，本內特及鮑勃·科恩（Bob Cohn）成為《大西洋雜誌》的聯合主席，當本內特被竊聽領導《紐約時報》的社論版面時，科恩於2016年3月成為《大西洋雜誌》的唯一總裁。傑費理·戈德堡於2016年10月被任命為總編輯。

《大西洋》雜誌的2019年前的標誌

2017年7月28日，《大西洋雜誌》宣布，億萬富翁投資者和慈善家勞倫·鮑威爾·喬布斯（前蘋果公司總裁兼CEO史提夫·喬布斯的遺孀），她透過自己的愛默生集團獲得了大部分股權，而愛默生集團的工作人員彼得·拉特曼（Peter Lattman）即時被任命為《大西洋雜誌》的副董事長。大衛·G·布拉德利及大西洋媒體在該次交易中保留了少數股份。

## 政治立场
縱觀其歷史，《大西洋》一直不願意在選舉中推薦候選人。1860年，即出版三年後，《大西洋》時任編輯詹姆斯·羅素·洛厄爾贊同美國共和黨人亞伯拉罕·林肯首次競選總統，並贊成廢除奴隸制。
1964年，愛德華·懷克斯（Edward Weeks）代表編輯委員會致函贊同美國民主黨總統林登·莊遜，並斥責共和黨人貝利·高華德的參選人資格。
2016年，編輯委員會自該雜誌創立以來，第三次贊同民主黨總統候選人希拉莉·克林頓，因此受到共和黨人當勞·特朗普就競選資格的譴責。選舉後，該雜誌成為了特朗普總統的有力批評者。2019年3月，編輯雍利·阿貝爾鮑姆正式呼籲致力彈劾唐納德·特朗普：「現在是國會判斷總統是否適任的時候了。」

## 格式、發布頻率與名稱
《大西洋月刊》每年出版十期，有超過500,000名讀者訂閱。截至2001年為止，該月刊已出版了144年，每年出版10期。自2003年起，它每年出版11期。從2004年1月／2月開始，它從封面上刪除了「月刊」一詞，並在2007年正式更名。《大西洋》的特色文章涉及政治外交、商業經濟、文化與藝術、科学技术等領域。
2008年1月22日，TheAtlantic.com放棄了其訂閱者牆，並容許用戶自由瀏覽其網站，包括所有過去的存檔。2011年，《大西洋》的網絡媒體資源包括一個於2009年啟動的新聞和意見跟踪網站TheAtlanticWire.com，及一個於2011年開始運營並致力於全球城市和趨勢的獨立網站TheAtlanticCities.com。根據2011年12月的《Mashable》簡介，自2008年初以來，《大西洋》就關閉了付費專區，最近訪問這三個網絡媒體資源的流量每月超過1,100萬，瀏覽量增長了驚人的2,500％。
2011年12月，TheAtlantic.com上開設了一個新的健康頻道，內容涵蓋食品以及與思想、身體、性愛、家庭和公共衛生有關的主題。它的發布由尼古拉斯·積遜（Nicholas Jackson）監督著，他此前一直監督著生活頻道，他最初加入TheAtlantic.com以報導科技新聞。TheAtlantic.com還擴展了視覺敘事，此外還增加了由艾倫·泰勒（Alan Taylor）策劃的「聚焦（In Focus）」照片博客。2011年，它創建了其視頻頻道。最初創建作為聚合器，《大西洋》的視頻組件—大西洋工作室（Atlantic Studios），此後在內部製作工作室中發展，以創建自訂視頻系列和原始紀錄片。
2015年，TheAtlantic.com推出了專門的「科學」版塊，並在2016年1月它重新設計並擴大了其政治版塊，以配合2016年美國總統大選。
2019年9月，TheAtlantic.com引入了數碼訂閱模式，限制了未訂閱的讀者每月只能瀏覽五篇免費文章。
2020年，《大西洋》發行了第一部全長紀錄片《白噪訊》，一部关于三位右翼激進分子的電影。

## 外部連結
- 官方网站
- The Wire （页面存档备份，存于）
- A History of The Atlantic （页面存档备份，存于）
- The Atlantic archival writings by topic （页面存档备份，存于）
- Online archive of The Atlantic（页面存档备份，存于） (earliest issues up to December 1901)
- The American Idea: The Best of The Atlantic Monthly （页面存档备份，存于）
- The Atlantic （页面存档备份，存于） issues at Project Gutenberg
- Hathi Trust. Atlantic Monthly（页面存档备份，存于） digitized issues, 1857-